# Egyed Berzeviczy
Egyed Berzeviczy (wym. [ˈɛɟɛd ˈbɛr.zɛvit͡si]; ur. 24 grudnia 1835 r. w Wielkiej Łomnicy, zm. 14 czerwca 1906 r. w Barcy pod Koszycami) – węgierski właściciel ziemski oraz propagator tatrzańskiej turystyki pieszej. Wnuk Gergelya, a ojciec Béli Berzeviczyego.

## Życiorys
Egyed Berzeviczy urodził się w spiskiej linii rodu Berzeviczych, w ich posiadłości w Wielkiej Łomnicy.

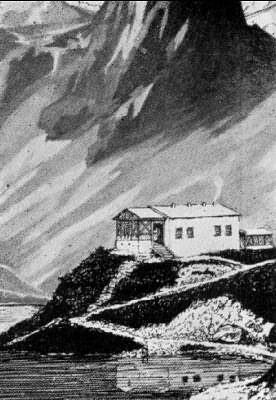
Schronisko Idziego

Na początku lat 70. XIX wieku zaangażował się w rozwój ruchu turystycznego w Tatrach. Berzeviczy był w 1873 roku jednym z członków założycieli Węgierskiego Towarzystwa Karpackiego, wszedł też w skład jego pierwszego zarządu. W latach 1874–1878 pełnił funkcję prezesa Towarzystwa. Zasłużył się w dziedzinie budowy nowych dróg oraz schronisk, a także ochrony przyrody. Na jego cześć wybudowane w 1876 roku niewielkie schronisko w Dolinie Przednich Koperszadów nazwano Schroniskiem Idziego (węg. Egyedmenház). W 1874 roku Węgier został honorowym członkiem Towarzystwa Tatrzańskiego.
Berzeviczy w 1878 roku przeniósł się z Wielkiej Łomnicy pod Koszyce, a w 1882 zlicytowano pozostałe jeszcze dobra rodzinne. W 1898 roku opublikował w czasopiśmie Karpaten Post artykuł pod niemieckim tytułem Erzherzog Johann in Zipsen 1819 („Arcyksiążę Jan na Spiszu 1819”). Zawierał on opis historii Tatr i Spiszu. Rok później wydał opis Smokowca, którego autorem był jego dziadek Gergely (Eine Beschreibung des Bades Schmecks aus dem Jahre 1812. Tłum.:„Opis uzdrowiska Smokowiec z roku 1812”). W latach 1899–1902 wydał trzytomową historię rodu Berzeviczych, dla której źródłem było rodzinne archiwum w Wielkiej Łomnicy.